# Bataille de Suomenlinna
La bataille de Viapori ou bataille de Suomenlinna ou bombardement de Sweaborg est un bombardement des forces de l'armée impériale russe de Suomenlinna par une flotte conjointe franco-britannique du 9 août au 11 août 1855 pendant la guerre d'Åland . C'est une bataille qui a lieu lors de la guerre de Crimée.

## Contexte
Construite pendant la domination suédoise de la Finlande au XVIIIe siècle, la forteresse de Viapori (suédois : Sveaborg, finnois : Suomenlinna) est alors la principale installation défensive du Grand-Duché de Finlande. Après le transfert de la capitale du Grand-Duché de Finlande de Turku à Helsinki en 1812, l'importance de Viapori n'a fait qu'augmenter. 
Cependant, avec la guerre de Crimée l'artillerie de la forteresse est déjà devenue obsolète. 
Après les engagements de 1854, les Russes (et les Finlandais) s'attendent à une attaque sur Viapori en 1855. Les petites escarmouches qui avaient eu lieu le long de la côte entre les forces russes et britanniques/françaises au début de l'été 1855 n'ont fait qu'aviver la peur alors que la majeure partie de la flotte russe est isolée et encerclée dans le port et la forteresse de Kronstadt au large de Saint-Pétersbourg.

## Événements

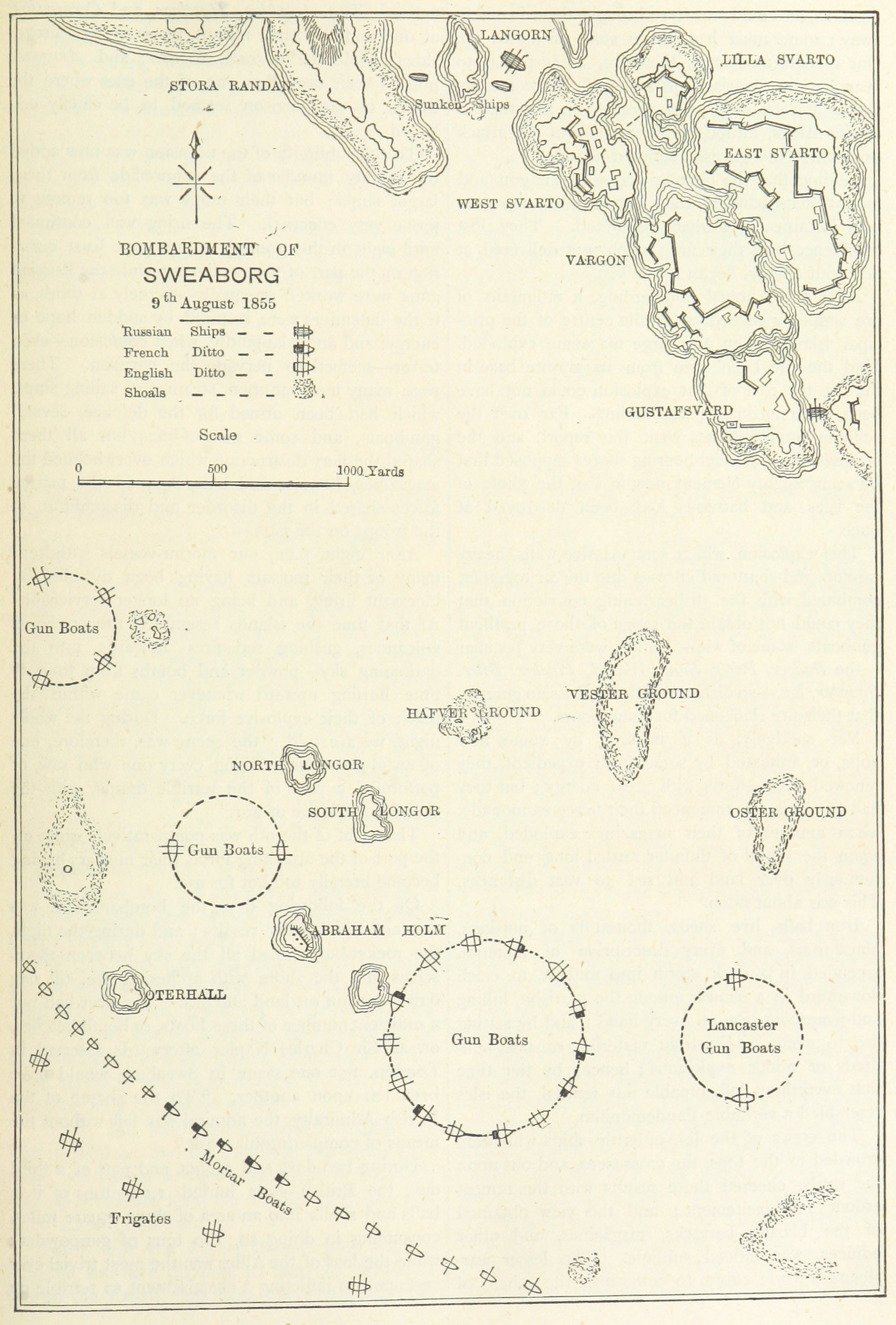
Une carte des positions de la flotte attaquante pendant la bataille de Suomenlinna.

Les navires de guerre des marines britannique et française commencent à arriver devant Viapori le lundi soir 6 août 1855. Au cours des trois jours suivants, elles se regroupent en une formation incurvée au sud-ouest de Viapori entre les îles Melkki, Pihlajasaaret et le phare d'Harmaja,. 
La flotte franco-britannique se compose d'un total de 77 navires, dont dix navires de ligne, sept frégates, deux corvettes, seize bombardiers, vingt-cinq canonnières ,quatre batteries flottantes, deux yachts, cinq navires de transport et un brick. Le plus grand navire est le navire amiral de l'amiral Dundas, le HMS Duke of Wellington. Les mortiers, les canonnières et les batteries flottantes se sont installés plus près de la cible entre Pihlajasaaret et Abrahamiluoto, tandis que les frégates et les corvettes restaient derrière eux et les paquebots les plus éloignés. Les Français ont monté un lanceur de mortier sur l'île Abrahamiluoto à moins de deux kilomètres de Viapori. 
L'ensemble a formé une ligne de bataille à plus de 3 km au large des côtes au-delà de la portée de l'artillerie obsolète des défenseurs. Trois jours plus tard, elles commencent le bombardement qui durera 46½ heures au cours duquel au moins 18 500 obus ont été tirés sur Viapori. 
Pendant tout ce temps, l'attaquant est au-delà de la portée des armes des défenseurs. Les Britanniques et les Français n'ont bombardé que la forteresse de Viapori et ont évité de tirer directement sur la ville d'Helsinki. Alors que le bombardement a endommagé les structures au-dessus du sol, y compris plusieurs magasins de poudre à canon qui ont explosé, la majeure partie des forces de défense a survécu indemne avec ses armes intactes, ce qui a conduit à une impasse avec les armes des attaquants incapables de vaincre le défenseur et les armes des défenseurs étant incapable d'atteindre l'agresseur. 
La fusillade s'est affaiblie dans la nuit du samedi 11 août à minuit et s'est terminée complètement à 5h30 du matin.Une fois les canons réduits au silence, les navires sont restés dans la même position au large, faisant craindre un débarquement. Richard Dundas et Charles-Eugène Pénaud considéraient qu'ils avaient causé suffisamment de dégâts à la forteresse et à son port de guerre, et que sans forces de débarquement, ils ne pourraient pas s'emparer de Viapori. La flotte franco-anglaise a quitté Helsinki le 13 août,.

## Mémorial

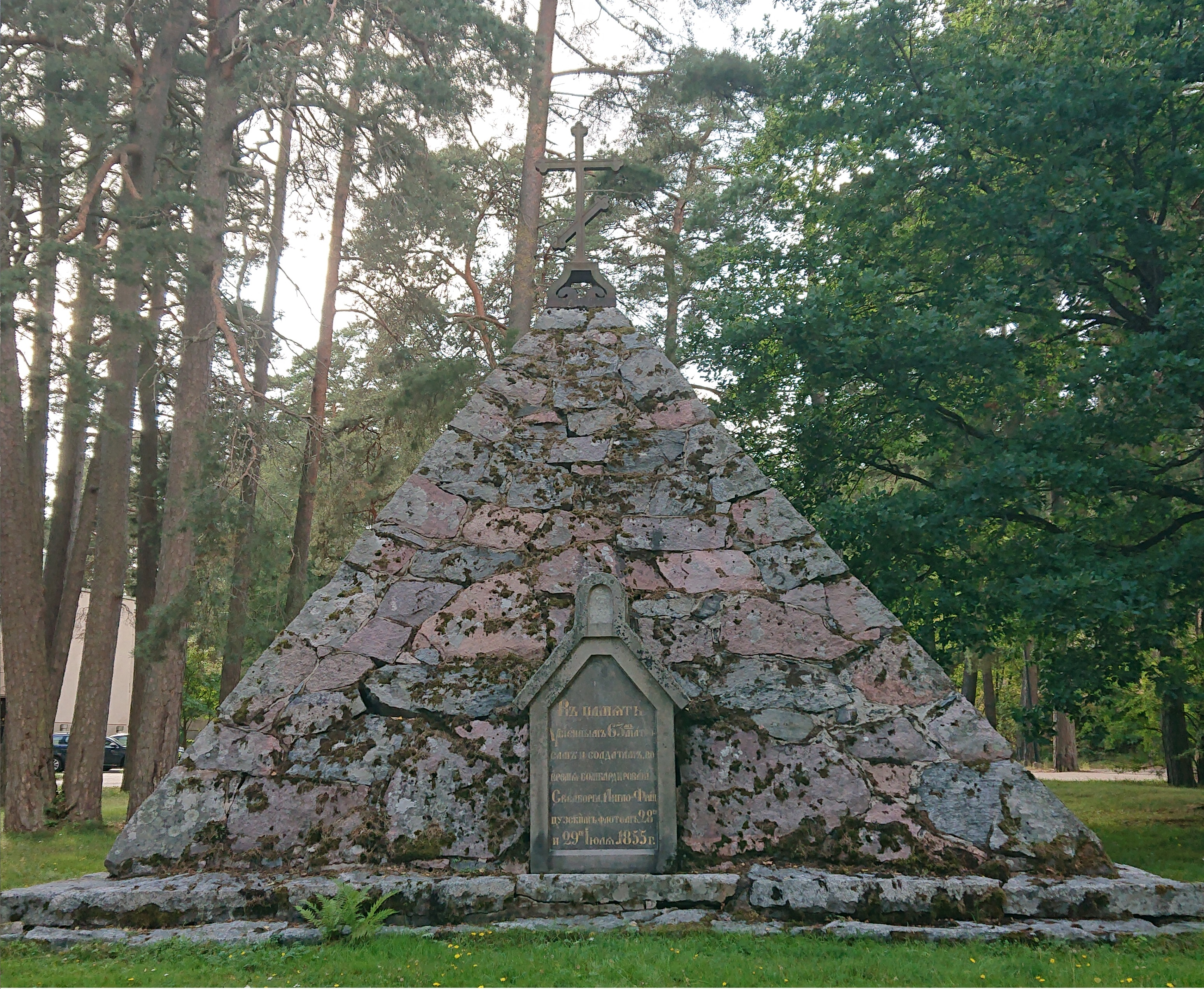
Monument aux Russes tombés dans le bombardement de Viapori à Santahamina.

À Santahamina, entre le bâtiment principal et l'auditorium de la grande école de la défense nationale finlandaise, se trouve un monument en forme de pyramide érigé en 1860 pour commémorer les victimes militaires russes du bombardement de Viapori. Le mémorial, conçu par le sculpteur Peter Clodt von Jürgensburg, porte le texte suivant en russe « à la mémoire des 63 marins et soldats tués dans le bombardement de Sveaborg par la marine anglo-française le 10 août 1855. ».